# Salticus brasiliensis
Salticus brasiliensis är en spindelart som beskrevs av Lucas 1833. Salticus brasiliensis ingår i släktet Salticus och familjen hoppspindlar. Inga underarter finns listade i Catalogue of Life.